# Marisa cornuarietis
Marisa cornuarietis е вид коремоного от семейство Ampullariidae.

## Разпространение
Видът е разпространен в Боливия, Бразилия, Венецуела, Гвиана, Колумбия, Коста Рика, Куба, Панама, Суринам, Тринидад и Тобаго и Френска Гвиана.